# 관념 소설
관념 소설(觀念小說)은 작가가 표현하고자 하는 사상이나 관념 등을 작가의 체험과 심오한 사색을 기초로 구체적으로 형상화하여 전달하려는 소설이다. 그 관념의 의미 변화에 따라서 사상적 소설, 정치적 소설로 분류되며 표현주의적 내지 실존주의적 소설까지 분류할 수 있다.

## 대표 작품
- 올더스 헉슬리의 연애 대위법
- 장폴 사르트르의 구토